# Districtul Loeng Nok Tha
Loeng Nok Tha (în thailandeză เลิงนกทา) este un district (Amphoe) din provincia Yasothon, Thailanda, cu o populație de 93.750 de locuitori și o suprafață de 942,8 km².

## Componență
Districtul este subdivizat în 10 subdistricte (tambon), which make up 143 de sate (muban).
| 1. Bung Kha (บุ่งค้า) 2. Sawat (สวาท) 3. Hong Saeng (ห้องแซง) 4. Sammakkhi (สามัคคี) 5. Kut Chiang Mi (กุดเชียงหมี) | 1. Sam Yaek (สามแยก) 2. Kut Hae (กุดแห่) 3. Khok Samran (โคกสำราญ) 4. Sang Ming (สร้างมิ่ง) 5. Si Kaeo (ศรีแก้ว) |